# Eric Dane
Eric William Dane (São Francisco, 9 de novembro de 1972) é um ator norte-americano. Dane ficou conhecido por seu papel como o cirurgião plástico Dr. Mark Sloan na série de sucesso Grey's Anatomy. Também interpretou o Capitão Tom Chandler na série da The Last Ship e Cal Jacobs na série Euphoria.

## Grey's Anatomy
Mark Sloan é o personagem que entrou em Grey's Anatomy na segunda temporada como amante de Addison Montgomery (Kate Walsh), casada com Derek Shepherd (Patrick Dempsey). Na série, Mark é cirurgião plástico, e acaba sendo contratado pelo diretor do Seattle Grace Hospital (futuramente Grey Sloan Memorial Hospital), Richard Webber (James Pickens Jr.). No início, Mark sofre com a indiferença e a raiva de Shepherd, já que ambos eram muito amigos e estudaram juntos em Nova York. Sloan é considerado mulherengo, por flertar com todas as enfermeiras e médicas do hospital. Mas na quinta temporada, ele se apaixona por Lexie Grey (Chyler Leigh). E acaba deixando a série na oitava para nona temporada quando sofre um acidente e acaba não resistindo já no Seattle Grace Hospital. Quase nos últimos episódios da nona temporada, para homenageá-lo e sua parceira Lexie Grey, então o conselho do hospital decide mudar o nome do Hospital para Grey Sloan Memorial Hospital. 

## Filmografia

### Cinema
- 2017 — The Blue Mauritius — Peter Underwood
- 2016 — Grey Lady — Doyle
- 2010 – Burlesque - Marcus
- 2010 – Valentine's Day - Sean Jackson
- 2008 – Marley & Eu - Sebastian
- 2006 – X-Men: O Confronto Final - Madrox-Homem-Múltiplo
- 2006 – Guerra de Casamento - Ben
- 2006 – Pânico em Alto Mar - Dan
- 2005 – Banquete no Inferno - Herói
- 2005 - Painkiller Jane - Nick Pierce

### Televisão
- 1991 -	Saved by the Bell -	Tad Pogue
- 2004 – Helter Skelter - Charles Tex Watson
- 2003 – 2004 - Charmed – Jason Dean
- 2006 – 2012 / 2021 - Grey's Anatomy – Dr. Mark Sloan (Mc Steamy)
- 2009 – 2010 —	Private Practice –	Dr. Mark Sloan
- 2014 – 2018 - The Last Ship - Tom Chandler
- 2015 - The Fixer - Carter - Minissérie
- 2019 – atualmente - Euphoria - Cal Jacobs

## Vida pessoal
Dane foi casado com a também actriz, Rebecca Gayheart, com quem tem as filhas, Billie Beatrice Dane, nascida em 3 de Março de 2010 e Georgia Geraldine Dane em 28 de Dezembro de 2011.